# Giacomo Bertagnolli
Giacomo Bertagnolli (Cavalese, 18 gennaio 1999) è uno sciatore alpino italiano ipovedente, vincitore di otto medaglie paralimpiche (quattro ori), di diciassette medaglie mondiali (dieci ori), di due Coppe del Mondo generali e di undici di specialità.

## Biografia
Ipovedente sin dalla nascita a causa di un'atrofia del nervo ottico, ha iniziato a sciare a due anni e nel 2012, a 13 anni, ha partecipato alle sue prime gare agonistiche.

### Stagioni 2014-2016
Con Achille Crispino come atleta guida, in Coppa Europa ha esordito il 20 dicembre 2013 a Kühtai in slalom gigante (9º) e ha conquistato il primo podio il 10 febbraio 2014 a Piancavallo nella medesima specialità (3º); ha debuttato in Coppa del Mondo il 2 febbraio 2015 a Sankt Moritz in slalom gigante, subito ottenendo il primo podio (3º), e in quella stagione 2014-2015 si è classificato al 3º posto nella Coppa del Mondo di slalom gigante. Sempre nel 2015 ha conquistato la prima vittoria in Coppa Europa, il 17 febbraio a Sella Nevea in slalom gigante, e ha debuttato ai Campionati mondiali: a Panorama 2015 si è classificato 10º nello slalom gigante e non ha completato lo slalom speciale.
Dalla stagione 2015-2016 sua atleta guida è stato Fabrizio Casal, suo coetaneo e compagno di scuola; quell'anno in Coppa del Mondo ha colto a Kranjska Gora il 15 gennaio in slalom gigante la prima vittoria nel circuito e a fine stagione si è aggiudicato la Coppa del Mondo generale e si è piazzato al 2º posto nelle classifiche di discesa libera, di supergigante, di slalom gigante e di slalom speciale.

### Stagioni 2017-2018
Ai Mondiali di Tarvisio 2017 ha vinto la medaglia d'oro nella supercombinata, quella d'argento nello slalom gigante, quella di bronzo nel supergigante, si è piazzato 5º nella discesa libera e non ha completato lo slalom speciale; in quella stagione 2016-2017 in Coppa del Mondo è stato 2º sia nella classifica generale, sia in quelle di slalom speciale e di supercombinata e 3º in quella di supergigante.
L'anno successivo partecipa ai suoi primi Giochi paralimpici e a Pyeongchang 2018 ha ottenuto quattro medaglie, riportando l'Italia sul podio delle Paralimpiadi invernali a 8 anni di distanza dall'ultima volta dopo che a Soči 2014 gli azzurri avevano chiuso a quota zero: ha vinto la medaglia d'oro nello slalom gigante e nello slalom speciale, quella d'argento nel supergigante, quella di bronzo nella discesa libera e non ha completato la supercombinata. In quella stessa stagione 2017-2018 ha conquistato anche la sua prima Coppa del Mondo di discesa libera ed è stato 3º in quella di slalom speciale.

### Stagioni 2019-2020
Ai Mondiali di Kranjska Gora/Sella Nevea 2019 si è aggiudicato una medaglia in tutte le gare disputate: quella d'oro nella discesa libera, nel supergigante, nello slalom speciale e nella supercombinata e quella d'argento nello slalom gigante; quell'anno in Coppa del Mondo ha vinto il suo secondo trofeo di discesa libera.
Dalla stagione 2019-2020 sua atleta guida è Andrea Ravelli, con il quale si è aggiudicato sia la sua seconda Coppa del Mondo generale, sia le Coppa di specialità di discesa libera, di supergigante e di slalom speciale, mentre nella classifica di slalom gigante è stato 2º.

### Stagioni 2021-2022
Nella stagione 2020-2021 ha conquistato le Coppe del Mondo di supergigante e di slalom gigante ed è stato 2º sia nella classifica generale, superato dal vincitore di 10 punti, sia in quella di slalom speciale, mentre in quella di discesa libera ha chiuso al 3º posto; ai Mondiali di Lillehammer 2021 (disputati nel gennaio del 2022) ha ottenuto la medaglia d'oro nello slalom gigante e quella d'argento nello slalom speciale e nel parallelo.

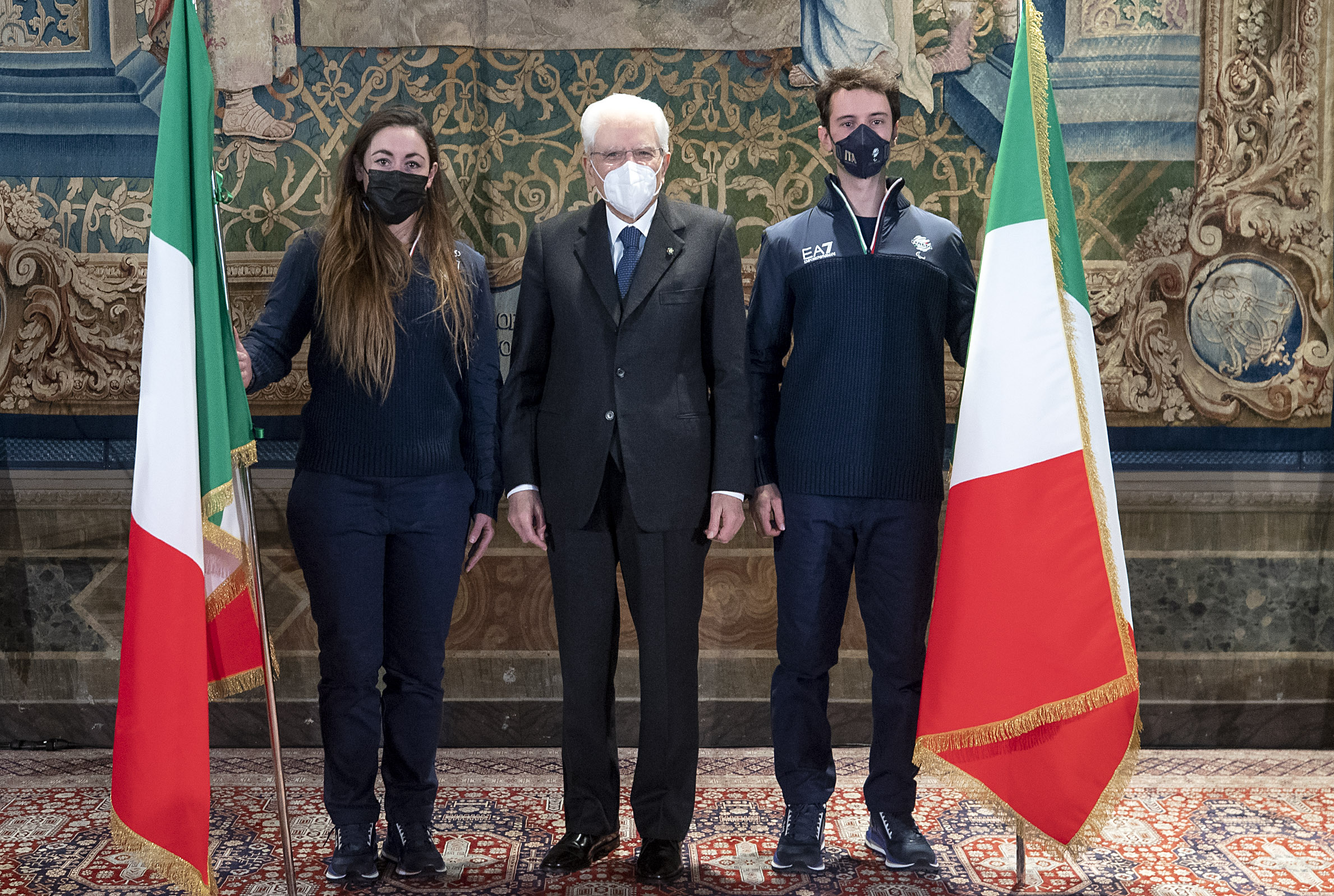
Giacomo Bertagnolli (a destra) al Palazzo del Quirinale il 23 dicembre 2021 durante la consegna della bandiera italiana per la cerimonia di apertura dei XIII Giochi paralimpici invernali di, assieme al presidente della Repubblica Italiana Sergio Mattarella (al centro) e alla sciatrice Sofia Goggia (a sinistra), portabandiera designata per la cerimonia di apertura dei XXIV Giochi olimpici invernali di

Ai XIII Giochi paralimpici invernali di Pechino 2022, dopo esser stato portabandiera durante la cerimonia di apertura, ha conquistato quattro medaglie, l'oro nello slalom speciale e nella supercombinata e l'argento nel supergigante e nello slalom gigante, ed è stato 6º nella discesa libera; quell'anno in Coppa del Mondo è stato 2º sia nella classifica generale, sia in quelle di slalom gigante e di slalom speciale.

### Stagioni 2023-2025
L'anno dopo ai Mondiali di Espot 2023 ha vinto la medaglia d'oro nello slalom gigante e nello slalom speciale, quella d'argento nella combinata, quella di bronzo nel supergigante e si è classificato 4º nella discesa libera; in quella stessa stagione 2022-2023 in Coppa del Mondo si è nuovamente aggiudicato la classifica di slalom gigante e si è piazzato 3º nella classifica generale e in quelle di discesa libera, supergigante e slalom speciale.
Nella stagione 2023-2024 in Coppa del Mondo si è nuovamente aggiudicato la classifica di slalom speciale e si è piazzato 2º nella classifica generale e in quelle di discesa libera, supergigante e slalom gigante. L'anno dopo ai Mondiali di Maribor 2025 ha vinto la medaglia d'oro nello slalom gigante e nello slalom speciale e in Coppa del Mondo ha vinto le classifiche di slalom gigante e di slalom speciale ed è stato 2º in quelle generale e di discesa libera.

## Palmarès

### Paralimpiadi
- 8 medaglie[1]:
  - 4 ori (slalom gigante, slalom speciale a Pyeongchang 2018; slalom speciale, supercombinata a Pechino 2022)
  - 3 argenti (supergigante a Pyeongchang 2018; supergigante, slalom gigante a Pechino 2022)
  - 1 bronzo (discesa libera a Pyeongchang 2018)

### Mondiali
- 17 medaglie[1]:
  - 10 ori (supercombinata a Tarvisio 2017; discesa libera, supergigante, slalom speciale, supercombinata a Kranjska Gora/Sella Nevea 2019; slalom gigante a Lillehammer 2021; slalom gigante, slalom speciale a Espot 2023; slalom gigante, slalom speciale a Maribor 2025)
  - 5 argenti (slalom gigante a Tarvisio 2017; slalom gigante a Kranjska Gora/Sella Nevea 2019; slalom speciale, parallelo a Lillehammer 2021; combinata a Espot 2023)
  - 2 bronzi (supergigante a Tarvisio 2017;  supergigante a Espot 2023)

### Coppa del Mondo
- Vincitore della Coppa del Mondo nel 2016 e nel 2020
- Vincitore della Coppa del Mondo di discesa libera nel 2018, nel 2019 e nel 2020
- Vincitore della Coppa del Mondo di supergigante nel 2020 e nel 2021
- Vincitore della Coppa del Mondo di slalom gigante nel 2021, nel 2023 e nel 2025
- Vincitore della Coppa del Mondo di slalom speciale nel 2020, nel 2024 e nel 2025
- 110 podi[2]:
  - 51 vittorie
  - 39 secondi posti
  - 20 terzi posti

#### Coppa del Mondo - vittorie
| Data             | Località            | Paese         | Specialità |
| ---------------- | ------------------- | ------------- | ---------- |
| 15 gennaio 2016  | Kranjska Gora       | Slovenia      | GS         |
| 19 gennaio 2016  | Tarvisio            | Italia        | GS         |
| 29 gennaio 2016  | Tignes              | Francia       | SG         |
| 24 febbraio 2016 | Aspen               | Stati Uniti   | GS         |
| 17 dicembre 2016 | Kühtai              | Austria       | GS         |
| 22 dicembre 2016 | Sankt Moritz        | Svizzera      | GS         |
| 14 gennaio 2017  | Innerkrems          | Austria       | SG         |
| 18 gennaio 2017  | Kranjska Gora       | Slovenia      | GS         |
| 19 gennaio 2017  | Kranjska Gora       | Slovenia      | SL         |
| 20 gennaio 2017  | Kranjska Gora       | Slovenia      | SL         |
| 14 marzo 2017    | Pyeongchang         | Corea del Sud | SG         |
| 15 marzo 2017    | Pyeongchang         | Corea del Sud | SG         |
| 20 dicembre 2017 | Kühtai              | Austria       | GS         |
| 18 gennaio 2018  | Veysonnaz           | Svizzera      | SL         |
| 17 gennaio 2019  | Zagabria Sljeme     | Croazia       | SL         |
| 15 gennaio 2020  | Prato Nevoso        | Italia        | SL         |
| 16 gennaio 2020  | Prato Nevoso        | Italia        | SL         |
| 17 gennaio 2020  | Prato Nevoso        | Italia        | SL         |
| 13 febbraio 2020 | Južno-Sachalinsk    | Russia        | DH         |
| 14 febbraio 2020 | Južno-Sachalinsk    | Russia        | DH         |
| 16 febbraio 2020 | Južno-Sachalinsk    | Russia        | SG         |
| 19 febbraio 2020 | Južno-Sachalinsk    | Russia        | GS         |
| 21 febbraio 2020 | Južno-Sachalinsk    | Russia        | PR         |
| 20 gennaio 2021  | Veysonnaz           | Svizzera      | GS         |
| 21 gennaio 2021  | Veysonnaz           | Svizzera      | GS         |
| 22 gennaio 2021  | Veysonnaz           | Svizzera      | SL         |
| 23 gennaio 2021  | Veysonnaz           | Svizzera      | SL         |
| 7 dicembre 2021  | Steinach am Brenner | Austria       | SG         |
| 9 dicembre 2021  | Steinach am Brenner | Austria       | GS         |
| 19 dicembre 2021 | Sankt Moritz        | Svizzera      | GS         |
| 10 gennaio 2023  | Veysonnaz           | Svizzera      | GS         |
| 11 gennaio 2023  | Veysonnaz           | Svizzera      | GS         |
| 12 gennaio 2023  | Veysonnaz           | Svizzera      | GS         |
| 14 gennaio 2023  | Veysonnaz           | Svizzera      | SL         |
| 17 marzo 2023    | Cortina d'Ampezzo   | Italia        | SL         |
| 21 dicembre 2023 | Steinach am Brenner | Austria       | GS         |
| 24 gennaio 2024  | Veysonnaz           | Svizzera      | SL         |
| 25 gennaio 2024  | Veysonnaz           | Svizzera      | SG         |
| 30 gennaio 2024  | Cortina d'Ampezzo   | Italia        | DH         |
| 15 febbraio 2024 | Sapporo             | Giappone      | SL         |
| 27 febbraio 2024 | Wildschönau         | Austria       | SL         |
| 28 febbraio 2024 | Wildschönau         | Austria       | SL         |
| 19 marzo 2024    | Sella Nevea         | Italia        | GS         |
| 24 marzo 2024    | Sella Nevea         | Italia        | GS         |
| 12 dicembre 2024 | Steinach am Brenner | Austria       | KB         |
| 17 dicembre 2024 | Tignes              | Francia       | SL         |
| 11 gennaio 2025  | Sankt Moritz        | Svizzera      | GS         |
| 22 gennaio 2025  | Feldberg            | Germania      | SL         |
| 23 gennaio 2025  | Feldberg            | Germania      | SL         |
| 20 marzo 2025    | Veysonnaz           | Svizzera      | GS         |
| 21 marzo 2025    | Veysonnaz           | Svizzera      | GS         |

Legenda:

DH = discesa libera

SG = supergigante

GS = slalom gigante

SL = slalom speciale

PR = parallelo

KB = combinata

### Coppa Europa
- Miglior piazzamento in classifica generale: 3º nel 2015[2]
- 9 podi[2]:
  - 5 vittorie
  - 2 secondi posti
  - 2 terzi posti

#### Coppa Europa - vittorie
| Data             | Località     | Paese    | Specialità |
| ---------------- | ------------ | -------- | ---------- |
| 17 febbraio 2015 | Sella Nevea  | Italia   | GS         |
| 15 dicembre 2018 | Sankt Moritz | Svizzera | GS         |
| 18 dicembre 2019 | Sankt Moritz | Svizzera | GS         |
| 19 dicembre 2019 | Sankt Moritz | Svizzera | GS         |
| 19 gennaio 2021  | Veysonnaz    | Svizzera | GS         |

Legenda:

GS = slalom gigante

### Campionati italiani
- 10 medaglie[2]:
  - 7 ori (slalom speciale nel 2015; slalom gigante nel 2016; supergigante, slalom gigante, slalom speciale nel 2017; slalom gigante nel 2018; slalom gigante nel 2022)
  - 2 argenti (slalom gigante, slalom speciale nel 2014)
  - 1 bronzo (slalom gigante nel 2013)

## Riconoscimenti
È stato scelto come ambassador per i XIV Giochi paralimpici invernali di Milano Cortina 2026.